# Sydney Leroux
Sydney Rae Leroux Dwyer (Surrey (Colúmbia Britânica), 7 de maio de 1990) é uma futebolista profissional estadunidense que atua como atacante.

## Carreira
Sydney Leroux fez parte do elenco da Seleção Estadunidense de Futebol Feminino, nas Olimpíadas de 2012. 